# Doença sistémica
Doença sistémica (português europeu) ou doença sistêmica (português brasileiro) é uma doença que afeta uma série de órgãos ou tecidos ou que afeta o corpo humano como um todo.